# 潮汕牛肉火锅

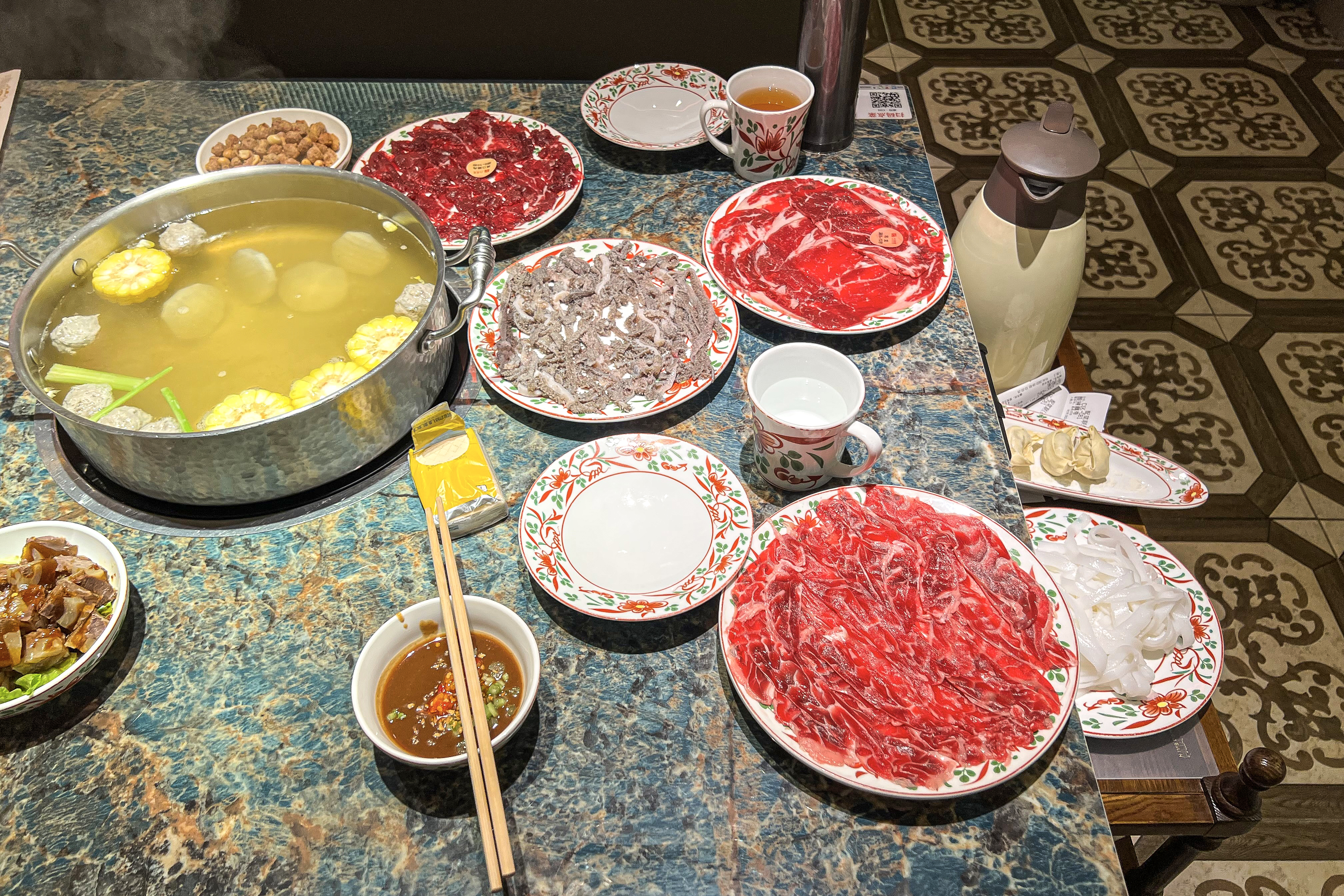
潮汕牛肉火锅，图中的牛肉部位包括嫩肉、吊龙、三花趾

潮汕牛肉火锅是流行于中国广东省潮汕地区的一种火锅。

## 简介
潮汕火锅发源于汕头，由“牛肉炉”改良而来。最初的“牛肉炉”是以混入沙茶酱的高汤为锅底，再用炭火慢煮牛肉；之后逐渐发展为清汤火锅，原先放入汤底的沙茶酱成为蘸料。正宗潮汕牛肉火锅讲究以清汤作为汤底，常见的有牛骨南姜熬制的清汤或者清水，这一点与川渝一带的麻辣火锅不同，而与北京的涮羊肉类似。
食材方面，潮汕地区的牛肉火锅一般选用云贵一带的黄牛。当地的店家会从云贵地区订购活的黄牛，运送到本地饲养。食用时讲究新鲜，必须在食用当天宰杀，不能使用冷冻牛肉。牛肉按照牛的不同部位进行分类，具体有“胸口朥”（牛胸前的脂肪）、“肥胼”（牛腹部上的一条肉）、“吊龙”（牛脊背上的一长条肉）、“脖仁”（牛肩胛上突起的一小块肉）等等。不同部位的涮烫时间要求也有所不同，例如吊龙只需汆烫8秒即可，而胸口朥则需要5分钟。通常一头牛身上适合直接涮烫的部位只占35%左右，其余部位的牛肉则会被制成手打牛肉丸进行涮煮。